# Подгорач
Подгорач је насељено место и седиште општине у средишњој Славонији, Осјечко-барањска жупанија, Република Хрватска.

## Историја
До територијалне реорганизације у Хрватској налазио се у саставу бивше велике општине Нашице.

## Становништво
На попису становништва 2011. године, општина Подгорач је имала 2.877 становника, од чега у самом Подгорачу 866.

## Попис 1991.
На попису становништва 1991. године, насељено место Подгорач је имало 1.171 становника, следећег националног састава:
| Попис 1991.‍   | Попис 1991.‍  | Попис 1991.‍ | Попис 1991.‍ | Попис 1991.‍ |
| ------------- | ------------ | ----------- | ----------- | ----------- |
|               |              |             |             |             |
| Хрвати        | Хрвати       |             | 1.072       | 91,54%      |
| Срби          | Срби         |             | 42          | 3,58%       |
| Југословени   | Југословени  |             | 6           | 0,51%       |
| Албанци       | Албанци      |             | 4           | 0,34%       |
| Немци         | Немци        |             | 4           | 0,34%       |
| Македонци     | Македонци    |             | 2           | 0,17%       |
| Словаци       | Словаци      |             | 2           | 0,17%       |
| Словенци      | Словенци     |             | 2           | 0,17%       |
| Мађари        | Мађари       |             | 1           | 0,08%       |
| Муслимани     | Муслимани    |             | 1           | 0,08%       |
| остали        | остали       |             | 6           | 0,51%       |
| неопредељени  | неопредељени |             | 17          | 1,45%       |
| регион. опр.  | регион. опр. |             | 2           | 0,17%       |
| непознато     | непознато    |             | 10          | 0,85%       |
| укупно: 1.171 |              |             |             |             |